# Kala-Siguida
Kala-Siguida est une commune rurale du Mali de l'arrondissement central de Niono, dans le cercle de Niono et la région de Ségou. Elle a pour chef-lieu la localité de Molodo.

## Villages
La commune s'étend sur 15 localités relevées lors du recensement général de 2009. 
Les villages les plus peuplés sont :
- Molodo Centre (5 691 habitants) ;
- Molodo Bambara (3 717 habitants) ;
- Manialé (1 861 habitants).

La loi 2023-007 attribue à la commune 18 villages, fractions ou quartiers :
- Molodo Centre
- Massabougou
- Katicoura 7G
- N'Godila
- Tiémédély Coro
- Molodo Bambara
- Sokourani Molodo
- Missira 7D
- Soutourabougou
- Quinzambougou M2
- Dogobougou
- Molodo II
- Niaminani
- Niafassi Marka
- Manialé
- Niafassi Bamanan
- Tilantié Wéré
- Tina Wéré

## Lien
- Plan de sécurité alimentaire de la commune rurale de Kala Siguida 2007 2011, Web archive.